# مرغ باران آبی
مرغ باران آبی (نام علمی: Halobaena caerulea) نام یک گونه از تیره کبوتردریاییان است.